# Kybos mesasiaticus
Kybos mesasiaticus är en insektsart som beskrevs av Aleksey A. Zachvatkin 1953. Kybos mesasiaticus ingår i släktet Kybos och familjen dvärgstritar. Inga underarter finns listade i Catalogue of Life.